# Mandy Laskey
Mandy Laskey (30 de abril de 1975) es una deportista sudafricana que compitió en taekwondo. Ganó una medalla de plata en el Campeonato Africano de Taekwondo de 2001 en la categoría de –55 kg.

## Palmarés internacional
| Campeonato Africano | Campeonato Africano | Campeonato Africano | Campeonato Africano |
| Año                 | Lugar               | Medalla             | Categoría           |
| ------------------- | ------------------- | ------------------- | ------------------- |
| 2001                | Dakar (Senegal)     | Medalla de plata    | –55 kg              |